# Dognen
 Dognen   es una población y comuna francesa, en la región de Aquitania, departamento de Pirineos Atlánticos, en el distrito de Oloron-Sainte-Marie y cantón de Navarrenx.

## Demografía
| 464 | 492 | 505 | 518 | 538 | 542 | 518 | 478 | 510 | 469 | 489 | 458 | 469 | 466 | 471 | 475 | 448 | 461 | 469 | 401 | 339 | 323 | 302 | 312 | 284 | 270 | 269 | 247 | 230 | 208 | 209 | 194 | 217 |
| Para los censos de 1962 a 1999 la población legal corresponde a la población sin duplicidades (Fuente: INSEE [Consultar]) |     |     |     |     |     |     |     |     |     |     |     |     |     |     |     |     |     |     |     |     |     |     |     |     |     |     |     |     |     |     |     |     |

## Economía
La principal actividad económica se basa en una pequeña central eléctrica y la agrícola (cultivo de maíz).